# Bergo
Bergo is een Duits historisch merk van motorfietsen.
De bedrijfsnaam was: Fahrzeugfabrik H. Ahlers & Berg GmbH in Kiel.
Dit was een fabriek die alleen in 1924 motorfietsen bouwde, waarin 145cc-DKW-tweetaktblokjes zaten. In die tijd bestond er een enorme concurrentie op de Duitse motorfietsmarkt. Die was begonnen in 1923, toen honderden merken zich op de markt voor lichte, goedkope motorfietsen stortten. Daarbij waren de inbouwmotoren van DKW populair: men hoefde zelf geen ontwikkelingskosten te betalen. Het was echter bijna onmogelijk een dealernetwerk op te bouwen waardoor deze kleine fabriekjes zich moesten richten op de lokale/regionale markt. De overlevingskansen waren klein. Ahlers & Berg stopten de productie binnen een jaar, maar in 1925 volgden nog ruim 150 andere merken.